# Detern
Detern là một đô thị thuộc huyện Leer, bang Niedersachsen, Đức. Đô thị này có diện tích 43,3 km².